# Mordella sexnotata
Mordella sexnotata es una especie de coleóptero de la familia Mordellidae. La especie fue descrita científicamente por George Charles Champion en 1891.

## Subespecies
- Mordella sexnotata bimaculaticollis Pic, 1936
- Mordella sexnotata sexnotata Champion, 1891

## Distribución geográfica
Habita en Brasil y Panamá.